# Sminthurides aquaticus
Sminthurides aquaticus is een springstaartensoort uit de familie van de Sminthurididae. De wetenschappelijke naam van de soort is voor het eerst geldig gepubliceerd in 1843 door Bourlet.